# Faro
Pour les articles homonymes, voir Faro (homonymie).
Faro est une ville du Portugal et la capitale de l'Algarve, la région qui se trouve à l'extrême sud du Portugal.
Faro abrite un aéroport international qui accueille chaque année de plus en plus de touristes (essentiellement du nord de l'Europe) mais qui ne restent pas à Faro, préférant Portimão (deuxième ville de l'Algarve), et les nombreuses stations balnéaires de la côte. Cependant, la vaste plage de sable de Faro, aménagée sur une île, retient de nombreux touristes. Faro est limité au nord et à l'ouest par la municipalité de São Brás de Alportel, à l'est par Olhão, et à l'ouest par Loulé et au sud par l'Atlantique. La ville constitue, grâce à l'aéroport de Faro, la deuxième plus grande entrée du pays. Faro est la capitale de l'Algarve, avec environ 67 650 habitants (2021). Elle occupe le promontoire le plus méridional du Portugal.

## Histoire
Faro fut conquise par les Maures en 713 après J.C. Ceux-ci y érigèrent une forteresse (renforcée par un nouveau mur sur ordre du prince maure Ben Bekr au IXe siècle). Pendant la période andalouse, le nom d'Ossónoba a prévalu, disparaissant seulement au IXe siècle pour devenir Santa Maria do Ocidente. Lors de la dislocation du califat de Cordoue au début du XIe siècle, la ville devint le centre d'un petit royaume éphémère, la Taïfa de Santa Maria del Algarve, plus tard conquise et intégrée à la Taïfa de Séville. Faro est déjà une cité importante en 1249 lors de sa prise par Alphonse III qui marque la fin de la Reconquista Portugaise.

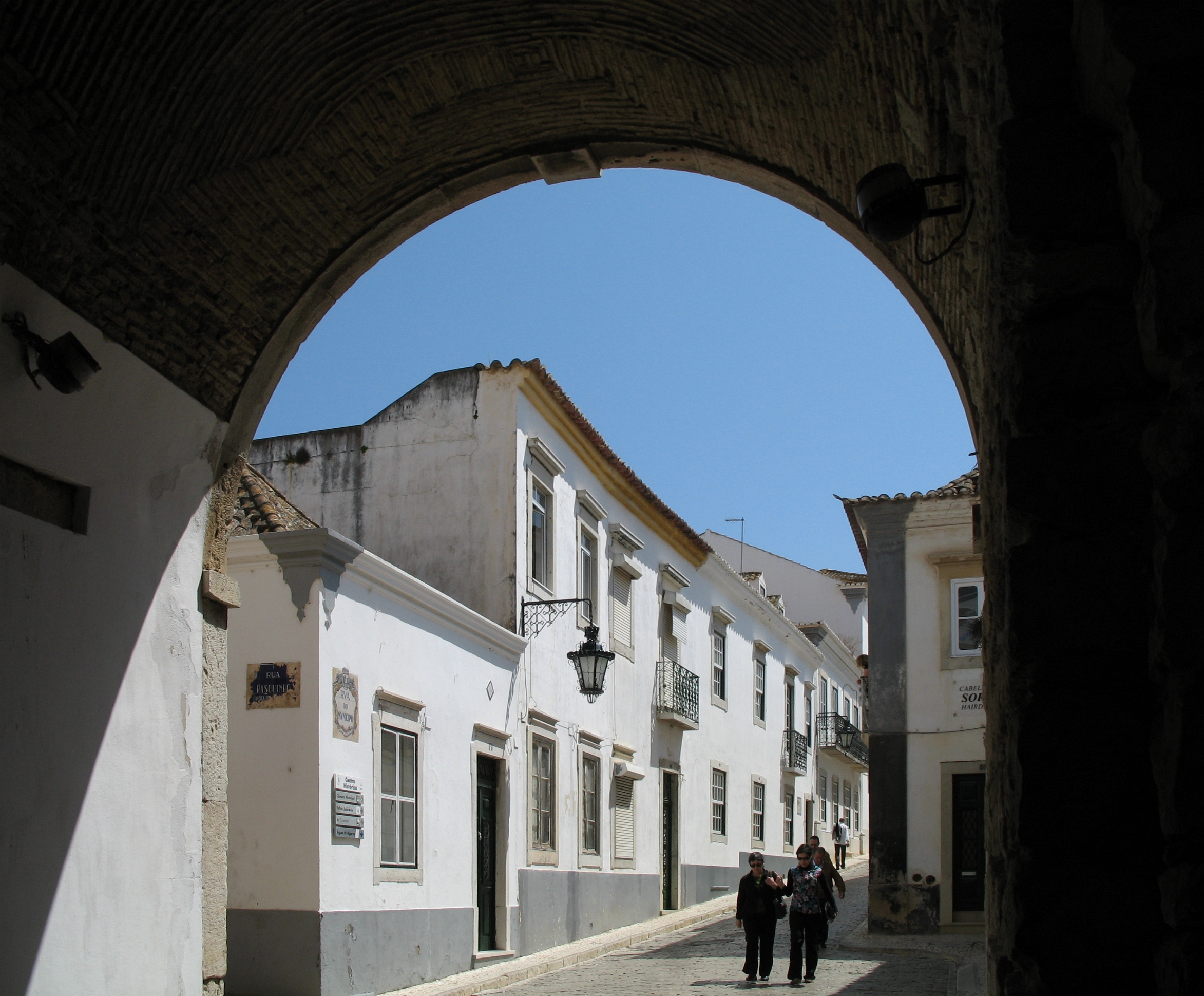
Rue de la vieille ville.
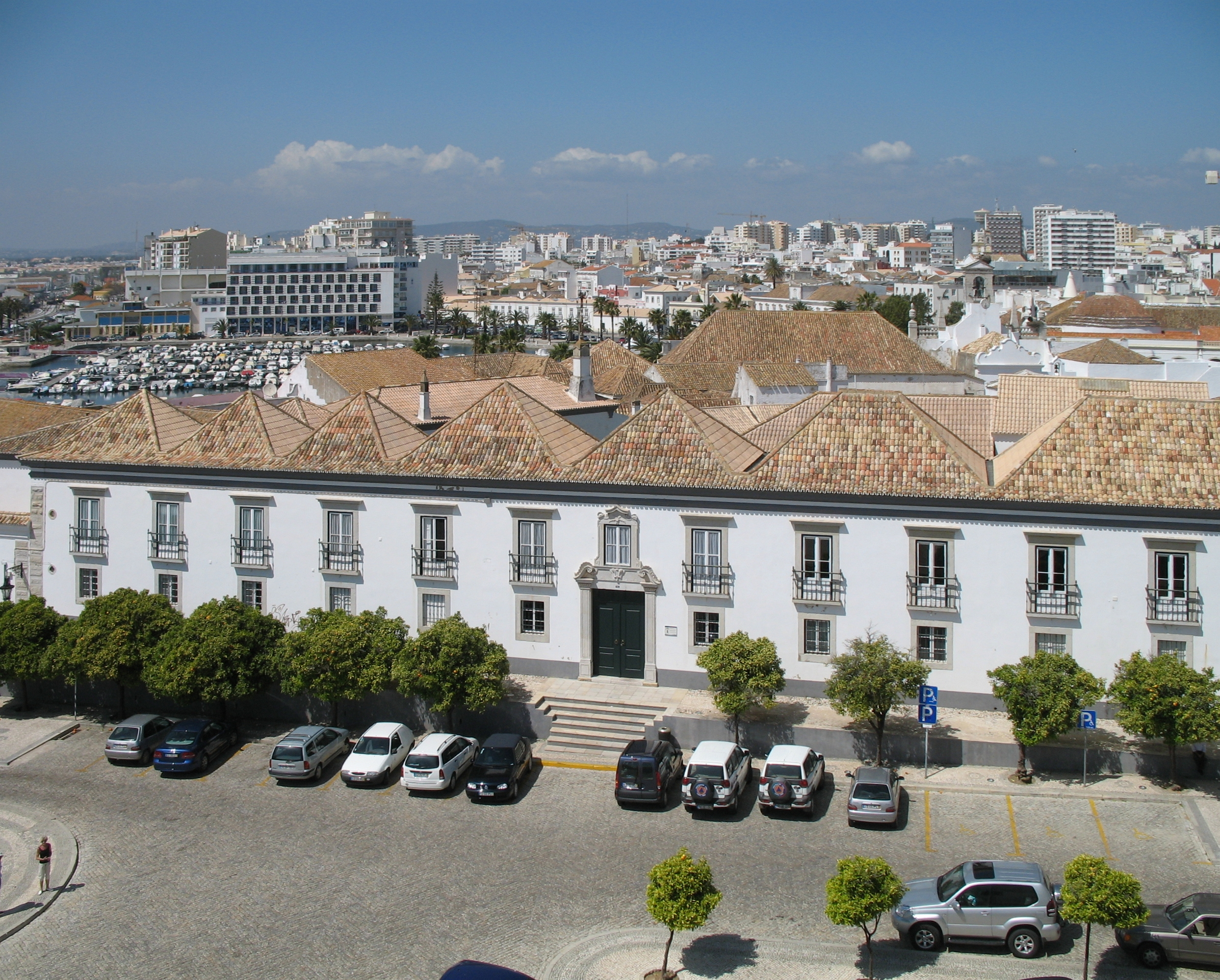
Vieille ville : place centrale et palais épiscopal.
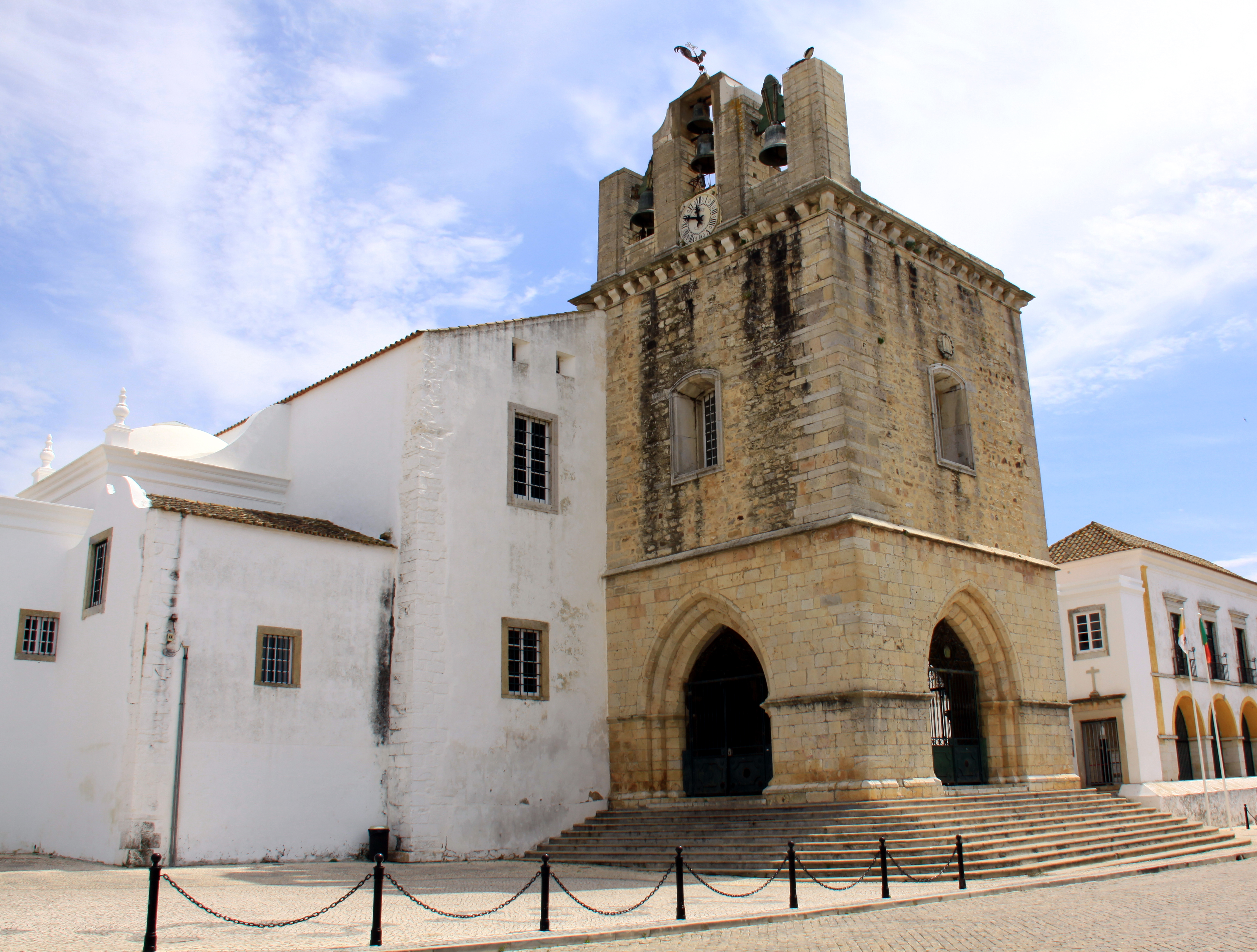
La Cathédrale, Igreja da Sé.

## Subdivisions administratives
La municipalité de Faro groupe 4 freguesias à la suite des fusions :
- Conceição & Estoi[3]
- Montenegro
- Santa Bárbara de Nexe
- São Pedro & Sé (ville de Faro)

## Démographie
| 1801   | 1849   | 1900   | 1930   | 1960   |
| ------ | ------ | ------ | ------ | ------ |
| 23 881 | 18 733 | 34 104 | 28 456 | 35 651 |

| 1981   | 1991   | 2001   | 2011   | 2021   |
| ------ | ------ | ------ | ------ | ------ |
| 45 109 | 50 761 | 58 051 | 64 560 | 67 622 |

## Faro, une ville culturelle
Faro possède quelques ruines maures et romaines datant du XIIIe siècle, mais la plupart de ses beaux bâtiments datent de la seconde partie du XVIIIe siècle, après le tremblement de terre de 1755 qui a dévasté toute la ville. En plus de sa beauté architecturale Faro offre un grand choix de restaurants et de cafés, de superbes plages, de beaux théâtres. Cette région est aussi un paradis pour les golfeurs avec environ 19 terrains sur la côte allant jusqu'à Albufeira.
La partie la plus belle de la ville est encore entourée d'une muraille romaine. À l'intérieur s'y trouve une place ouverte spacieuse qui était autrefois l'emplacement d'un forum romain, on peut aussi voir une cathédrale du XIIIe siècle qui fait face à un palais épiscopal. Un autre monument intéressant est le couvent du XVIe qui est maintenant transformé en musée archéologique de la ville.
Une grande partie de la ville est aujourd'hui composée d'appartements, mais aussi de beaucoup de petits magasins, restaurants et surtout de théâtres artistiques. À Faro est situé le célèbre lagon de la ria Formosa, une réserve naturelle de plus de 17 000 hectares et un lieu halte pour des centaines d'espèces d'oiseaux durant les périodes de migration de printemps ou d'automne.
La plage est à environ 7 km de la ville ainsi qu'une très large bande de sable à laquelle on peut accéder par un pont et qui est située près de l'aéroport international.
Le siège de l'université de l'Algarve est à Faro.

## Gastronomie
La gastronomie de l'Algarve est très riche en traditions, et c'est à Faro où l'on peut rencontrer la plupart des plats de cette magnifique région. Son origine remonte à l'époque de la présence des Romains et des Maures et incontestablement du fait que les portugais ont exploré le Monde et à cette l'occasion, ils ont apporté des ingrédients provenant de différentes contrées. Les ingrédients utilisés, originaires de la région, reflètent les goûts frais de la mer et les arômes forts et agréables de la campagne.
Voici une liste de certains des plats typiques et des sucreries régionales qui peuvent être rencontrées dans la plupart des restaurants, cafés et foires de la région :
- Cataplana (est un plat fait à base de fruits de mer et de légumes dans une casserole unique en Algarve, il y a plusieurs genres de cataplanas, il y en a même avec de la viande)
- Perdiz com ameijoas na cataplana (plat fait à base de palourdes, perdrix et des légumes)
- Carapaus alimados (chinchards vinaigrés)
- perna de carneiro no tacho (gigot d'agneau au four)
- Carne de porco com ameijoas (viande de porc avec des palourdes)
- Ervilhas com ovos à Algarvia (petits pois avec des œufs à la façon de l'Algarve)
- Perdiz estufada (perdrix étuvée)
- Coelho frito (lapin cuit et sauté à la façon de l'Algarve)
- Lulas recheadas à Algarvia (calmars farcis)
- Polvo no forno com entrecosto (poulpe au four avec du coti frit)
- Bifes de atum com tomatada (biftecks de thon avec une sauce tomate)
- Favas à moda do Algarve (fèves à la façon de l'Algarve)
- Canja com conquilhas (soupe faite avec des tellines)
- Gaspacho estrémadurien (gaspacho à l'ail)
- Arroz de marisco (riz aux fruits de mer)
- Arroz de lingueirão (riz aux couteaux (fruit de mer))
- Arroz de tamboril (riz à la lotte)
- Caldeirada (soupe de poissons)
- Feijoada de búzios (plat fait à base de haricots et de bigorneaux)
- Feijoada de marisco (plat fait à base de haricots et fruits de mer)
- Caracóis à Algarvia (escargots à la façon de l'Algarve)

Quelques sucreries :
- Dom Rodrigos (sucrerie à base de jaunes d'œuf)
- Colchão de Noiva (gâteau très sophistiqué fait à base d'amandes (dont du massepain), des jaunes d'œufs))
- "Queijos" de Figo e amendoa (petits gâteaux faits à base d'amandes, figues, et jaunes d'œufs)
- Figos Recheados (figues garnies)
- Folares (gâteau généralement mangé en période de Pâques)
- Bolo de chila (gâteau de courge de Siam)
- Pundin de laranja (pudding à l'orange)
- Torta de laranja (gâteau fait à base de jaunes d'œuf, et de jus d'oranges pressées).
- Morgado de amendoas (gâteau fait à base d'amandes, jaunes d'œuf, courge de Siam)
- Morgado de Figos (gâteau fait à base de figues sèches, amandes, chocolat et citron)

## Ingrédients et produits du terroir
L'Algarve est très célèbre par sa richesse culturelle et la qualité d'un patrimoine naturel sans aucun doute un des plus importants du Portugal.
L'Algarve a un climat à la fois méditerranéen, tempéré (dans son côté ouest) et même subtropical.
L'Algarve est le plus grand producteur d'agrumes du Portugal ainsi que d'amandes et de figues, il produit aussi de l'huile d'olive, des caroubes (principalement pour le bétail), il possède aussi une grande diversité de fruits et de légumes dont la plupart entièrement biologiques (si on va dans les marchés populaires, on peut trouver des fruits et légumes provenant de la Serra de Monchique).
En ce qui concerne les produits venus directement de la mer, l'Algarve occupe la place la plus privilégiée car il ne possède pas seulement une grande diversité en poisson provenant de l'Atlantique, mais aussi une grande richesse en fruits de mer (crabes, tourteaux, crevettes, écrevisses, palourdes, tellines, bigorneaux et plein d'autres bivalves et crustacés) dû à la Ria Formosa.

## Climat
Faro bénéficie d'un climat méditerranéen, influencé par le Gulf Stream de l'océan Atlantique.
L'hiver est doux et humide, les températures sont comprises entre 7 °C et 16 °C. L'été est chaud et ensoleillé, les températures sont comprises entre 18 °C et 29 °C. L'ensoleillement y est de 2 900 heures par an. L’Algarve est l'une des régions les plus ensoleillées du Portugal. Le cumul annuel de pluie est de 523 mm, principalement en hiver.
| Mois                                | jan. | fév. | mars | avril | mai  | juin | jui. | août | sep. | oct. | nov. | déc. |
| ----------------------------------- | ---- | ---- | ---- | ----- | ---- | ---- | ---- | ---- | ---- | ---- | ---- | ---- |
| Température minimale moyenne (°C)   | 7,7  | 8,4  | 8,9  | 10,4  | 12,5 | 15,7 | 17,9 | 18   | 16,9 | 14,3 | 10,9 | 8,6  |
| Température maximale moyenne (°C)   | 16,1 | 16,7 | 18,4 | 19,8  | 22,4 | 25,4 | 28,7 | 28,8 | 26,7 | 23,1 | 19,4 | 16,7 |
| Précipitations (mm)                 | 77,8 | 72,4 | 39   | 38,4  | 21,1 | 7,6  | 1,4  | 4,3  | 14   | 66,6 | 86,1 | 94,1 |
| Nombre de jours avec précipitations | 12   | 13   | 9    | 10    | 7    | 4    | 1    | 1    | 3    | 9    | 10   | 11   |

## Curiosités

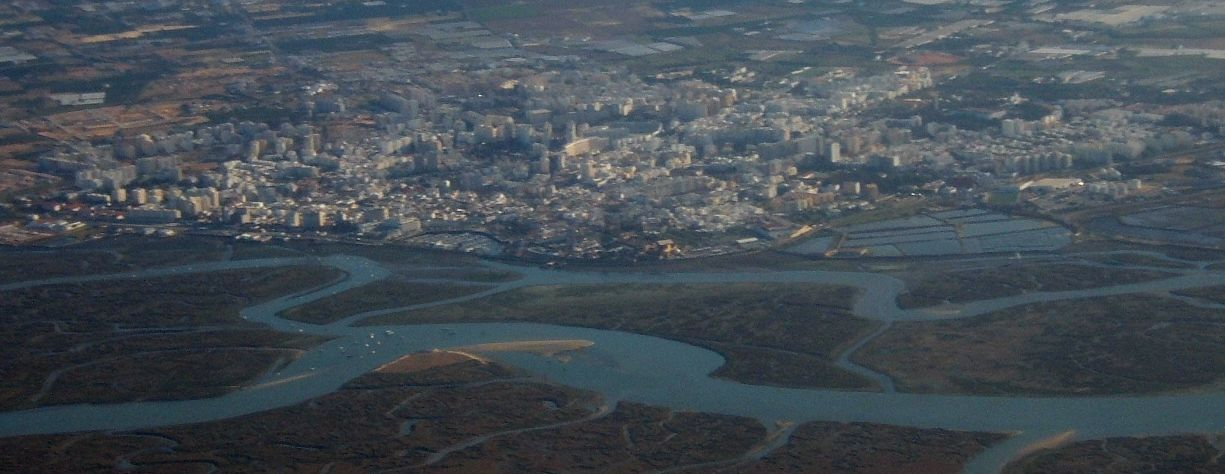
Vue générale de Faro.

- L'église de Nossa Senhora do Carmo à Faro, possède des chapelles célèbres pour leur collection d'os de plus de 1 200 moines.
- Faro est une des seules villes d'Europe faisant frontière avec une réserve naturelle.
- La première capitale de l'Algarve était Silves, ensuite Tavira, et enfin Faro.

## Économie
L'aéroport international de Faro constitue le deuxième aéroport du Portugal par le nombre de voyageurs.

## Transports
L’Aéroport de Faro est un aéroport de taille moyenne se trouvant à 7 km de Faro. Les compagnies aériennes à bas prix utilisent l'aéroport de Faro pour les vols intérieurs, internationaux et transcontinentaux (e.g. Air Berlin, Aer Lingus, Arkefly, Air Transat, Condor, Ryanair). Il y a beaucoup de location de véhicules (e.g. Auto Jardim, AVIS, Budget, Europcar, SIXT, National). Les installations de l'aéroport sont modernes (il y a un bureau de change, une consigne, accès public à internet). Les transports en commun depuis/vers l'aéroport sont assurés par des bus.

## Conservation de la nature
Le Parc naturel de Ria Formosa est à moins de 10 km à l'ouest de Faro, et la réserve naturelle de Castro Marim à environ 40 km à l'est, à la frontière avec l'Andalousie.

## Sport
- Stade de l'Algarve, stade de football.
- Sporting Clube Farense, l'équipe de football la plus importante en Algarve[réf. nécessaire].
- Rui Machado, joueur de tennis professionnel.

## Jumelages
| Ville | Ville    | Pays | Pays                 |
| ----- | -------- | ---- | -------------------- |
|       | Bayonne  |      | France               |
|       | Bolama   |      | Guinée-Bissau        |
|       | Huelva   |      | Espagne              |
|       | Macao    |      | Chine                |
|       | Malaga   |      | Espagne              |
|       | Passau   |      | Allemagne            |
|       | Praia    |      | Cap-Vert             |
|       | Principe |      | Sao Tomé-et-Principe |
|       | Tanger   |      | Maroc                |